# Porzellanfabrik Heinrich Winterling
Die Porzellanfabrik Heinrich Winterling in Marktleuthen bildete den Grundstein des deutschen Familienunternehmens Gebr. Winterling. Sie wurde 1903 von Georg Adam Winterling erworben und von dessen zweitältestem Sohn Heinrich Winterling (1874–1930) geleitet. Es wurde insbesondere Haushaltsporzellan produziert. Das Unternehmen galt lange als größter Arbeitgeber in Marktleuthen. 2010 wurde die Produktion stillgelegt.

## Geschichte
Gegründet wurde die Porzellanfabrik 1898 als Porzellanfabrik Drechsel & Strobel. 1901 ging die Fabrik in den Besitz von Richard Drechsel über. Bei der Übernahme durch die Familie Winterling im Jahr 1903 verfügte die Fabrik über drei Rundöfen, bis 1905 wurden zwei weitere errichtet. 1906 fanden rund 200 Arbeiter Beschäftigung. Im gleichen Jahr wurde das Unternehmen in eine offene Handelsgesellschaft mit dem Kaufmann Heinrich Winterling und dem Ingenieur Ferdinand Eduard Winterling als Gesellschaftern überführt. Spätestens 1913 bestand auch ein Fabrikstandort in Röslau.
Bis 1992 wurde die Fabrik als Standort innerhalb des Unternehmens Gebr. Winterling weiter betrieben. Als in diesem Jahr die meisten Standorte und Gesellschaften von Gebr. Winterling zur neuen Winterling Porzellan AG zusammengefasst wurden, blieb die Fabrik in Marktleuthen davon ausgenommen. Diese verblieb beim Alleininhaber Fritz Winterling.
Mitte 2009 kündigte das Unternehmen die Schließung für das Frühjahr 2010 an. Als Gründe wurden die höhere Nachfrage nach billigerem Porzellan aus ausländischer Produktion und stark gestiegene Energiekosten genannt. Nach der endgültigen Schließung des Werks im Jahr 2010 mit damals noch rund 150 Mitarbeitern wurden die Fabrikgebäude 2012 abgerissen.

## Produkte
Hergestellt wurden 1906: Gebrauchsgeschirre für Inland und Export als Kaffee- und Teeservice, Dejeuners, Tassen, Dessert- und Kuchenteller, Butterdosen, Satztöpfe, Leuchter etc. Musterlager wurden in Hamburg, Berlin, Brüssel und Amsterdam unterhalten. Die Fabrik verfügte über eine eigene Malerei und Druckerei.